# 黒川一男
黒川 一男（くろかわ かずお、1922年〈大正11年〉4月17日 - 2010年〈平成22年〉4月16日）は、日本の泌尿器科学者、泌尿器科医。医学博士（東京大学・1956年）。徳島大学名誉教授、日本泌尿器科学会名誉会員、協立病院名誉院長。

## 略歴
新潟県新潟市（現 新潟市中央区）出身。新潟市礎尋常小学校を経て、1940年（昭和15年）3月に新潟中学校を卒業、1943年（昭和18年）9月に新潟高等学校を卒業、1947年（昭和22年）9月に東京帝国大学医学部医学科を卒業。
1950年（昭和25年）3月に東京大学医学部助手に就任、1956年（昭和31年）5月に東京大学医学部講師に就任、東京大学医学部附属病院分院外来診療所医長に就任、1961年（昭和36年）4月に東京大学医学部助教授に就任、東京大学医学部附属病院分院泌尿器科医長に就任、1963年（昭和38年）11月に徳島大学医学部泌尿器科学教室泌尿器科学講座初代教授に就任、1976年（昭和51年）4月に徳島大学医学部附属看護学校校長に就任、1978年（昭和53年）1月に徳島大学医学部附属病院病院長に就任、1988年（昭和63年）3月に徳島大学を定年退官、4月に徳島大学名誉教授の称号を受称、徳島県徳島市八万町橋本の協立病院の院長に就任。
2010年（平成22年）4月16日午前4時52分に埼玉県新座市の病院で急性心不全のため死去、87歳没。葬儀・告別式は東京都豊島区池袋の祥雲寺で執り行われた。

## 役職
- 日本泌尿器科学会理事・監事・評議員
- 日本化学療法学会評議員
- 日本パラプレジア医学会評議員
- 日本不妊学会中国四国支部評議員
- 日本アンドロロジー学会評議員

## 業績
徳島大学に四国で初めて開講した泌尿器科学講座の初代教授に就任し、四国の泌尿器科のパイオニアとして教育・研究・診療に尽力した。

## 逸話
早く臨床を学べという方針で、当時としては珍しく、若い医師に多くの手術を執刀させた。また、泌尿器科のカンファレンスでは医局員が学年・年齢で差別されず自由に発言できる雰囲気だったので、若い医師が伸び伸びとしていた。

## 栄典
- 1997年（平成09年）4月29日 - 勲三等旭日中綬章[11]
- 2010年（平成22年）4月16日 - 正四位[12]

## 著作物

### 監修書
- 『術後感染予防対策指針 泌尿器科領域』大田黒和生[共監修]、大田黒和生[編]、黒川一男[序文]、大田黒和生・ほか[著]、医薬ジャーナル社、1985年。

### 論文
- CiNii収録論文 - CiNii